# Roger Staub
Roger Staub   (Arosa, 1 de juliol de 1936 - Verbier, 30 de juny de 1974) fou un esquiador alpí suís que va competir durant la dècada de 1950.
El 1956 va prendre part en els Jocs Olímpics d'Hivern de Cortina d'Ampezzo, on fou quart en el descens del programa d'esquí alpí. Quatre anys més tard, als Jocs de Squaw Valley, va disputar tres proves del programa d'esquí alpí. En l'eslàlom gegant guanyà la medalla d'or i en el descens fou cinquè, mentre en l'eslàlom fou desqualificat.
En el seu palmarès també destaquen tres medalles al Campionat del Món de 1958, de plata en el descens i de bronze en l'eslàlom gegant i la combinada, així com nou campionats nacionals.